# 서부로 (남원시)
서부로는 전북특별자치도 남원시 금지면 귀석리 금곡교와 광치동 방자 교차로를 잇는 전북특별자치도의 도로이다. 건설 당시 곡성 ~ 남원간 도로라 불렸다.

## 연혁
- 2005년 11월 21일 : 남원시 주생면 상동리 510m 구간을 자동차 전용도로로 지정[1]
- 2007년 12월 31일 : 남원시 신정동 500m 구간 우회도로 개통[2], 남원시 주생면 중동리 ~ 상동리 900m 구간 확장 개통[3]
- 2009년 1월 12일 : 곡성 ~ 남원간 도로(전라남도 곡성군 곡성읍 장선리 ~ 전라북도 남원시 주생면 중동리) 11.85km 구간을 자동차 전용도로로 지정[4]
- 2009년 7월 10일 : 2개 이상 시·군에 걸쳐 있는 도로로 서부로를 고시[5]
- 2011년 4월 5일 : 금지 ~ 곡성간 도로 국도 제17호선 시점 구간과 중간 부분 노선 변경으로 인해 총 연장 17.532km에서 18.226km로 변경[6]
- 2014년 4월 30일 : 곡성 ~ 남원간 도로의 자동차 전용도로 구간 시점을 전라남도 곡성군 곡성읍 장선리에서 전라북도 남원시 금지면 귀석리로 변경해 10.97km로 축소[7]
- 2014년 12월 23일 : 곡성 ~ 남원간 도로(곡성군 곡성읍 장선리 ~ 남원시 주생면 중동리) 12.29km 구간 확장 개통[8]
- 2015년 9월 30일 : 남원 ~ 곡성간 도로 개통에 따라 기존 국도(곡성군 곡성읍 장선리 ~ 남원시 주생면 중동리) 11.9km 구간 폐지[9]

## 주요 경유지
전북특별자치도
- 남원시 (금지면 · 송동면 · 주생면 · 왕정동 · 향교동)

## 노선
전 구간 국도 제17호선에 속하기 때문에 이에 대한 별도 표기는 생략한다.
- (■): 자동차 전용도로 구간

| 이름                             | 접속 노선                 | 소재지          | 소재지                                  | 비고            |
| 섬진강로와 직결                  | 섬진강로와 직결           | 섬진강로와 직결 | 섬진강로와 직결                         | 섬진강로와 직결 |
| -------------------------------- | ------------------------- | --------------- | --------------------------------------- | --------------- |
| 금곡교                           |                           | 남원시          | 금지면                                  |                 |
| 금지 교차로                      | 지방도 제730호선 (노송로) | 남원시          | 금지면                                  |                 |
| 도하천1교                        |                           | 남원시          | 금지면                                  |                 |
| 요천2교                          |                           | 남원시          | 금지면                                  |                 |
| 송동면                           |                           | 남원시          |                                         |                 |
| 양평 교차로                      | 물머리로                  | 남원시          |                                         |                 |
| (동물이동육교)                   |                           | 남원시          |                                         |                 |
| 신평 교차로                      | 용투산로                  | 남원시          |                                         |                 |
| 신평1교 신평교 장구교            |                           | 남원시          |                                         |                 |
| 송동 교차로                      | 주송길                    | 남원시          |                                         |                 |
| 요천교                           |                           | 남원시          |                                         |                 |
| 주생면                           |                           | 남원시          |                                         |                 |
| 조산 교차로 (조산지하차도)       | 요천로                    | 남원시          |                                         |                 |
| 신정 교차로 (상동2교)            | 국도 제24호선 (남문로)    | 남원시          | 왕정동                                  |                 |
| 남원역 교차로 (신정교)           | 북남원로                  | 남원시          | 왕정동                                  |                 |
| 산곡터널                         |                           | 남원시          | 왕정동                                  | 연장 580m       |
| 산곡터널                         | 향교동                    | 남원시          |                                         | 연장 580m       |
| 산성 교차로 (산곡1교)            | 산성길                    | 남원시          |                                         |                 |
| 산곡2교 산곡3교 산곡4교 남원천교 |                           | 남원시          |                                         |                 |
| 향단 교차로 (용정교)             | 춘향로                    | 남원시          | 남원 방면 진입 불가 곡성 방면 진출 불가 |                 |
| 방자 교차로 (광치교)             | 산업로                    | 남원시          |                                         |                 |